# マンスール (後ウマイヤ朝宰相)
アル＝マンスール（アラビア語: المنصور, ラテン文字転写: al-Manṣūr）の尊称で知られるアブー・アーミル・ムハンマド・イブン・アブドゥッラー・イブン・アビー・アーミル・アル＝マアフィリ（アラビア語: أبو عامر محمد بن عبد الله بن أبي عامر المعافري, ラテン文字転写: Abu ʿĀmir Muḥammad ibn ʿAbdullāh ibn Abi ʿĀmir al-Maʿafiri、938年? - 1002年）は、後ウマイヤ朝の宰相。スペイン語での通称からアルマンソール（スペイン語: Almanzor）とも。

## 来歴
カリフ・ヒシャーム2世を傀儡化し、事実上の統治者として権力をふるった。イベリア半島北部キリスト教諸国に対する遠征で軍事指導者としても成果を上げ、北アフリカにも進出するなどしてこの時代にアンダルスの版図は最大となった。